# Portrait de la princesse Belozersky
 (septembre 2024).
Le Portrait de la princesse Belozersky est un tableau réalisé par la peintre française Élisabeth Vigée Le Brun  en 1798, pendant son séjour à Saint-Pétersbourg, en Russie. Cette huile sur toile est le portrait à mi-corps d'Anna Grigorievna Belosselsky Belozersky, l'une des deux filles de Grigory Kositzky, lui-même ancien secrétaire d'État de feue Catherine II. Elle figure la jeune femme de 26 ans légèrement souriante, parée de jaune et de bleu devant un fond brun. Don de Rita M. Cushman en mémoire de George A. Rentschler, elle est conservée au National Museum of Women in the Arts, à Washington, aux États-Unis.